# Wow and Flutter
Il termine Wow and Flutter è uno dei parametri che definiscono le caratteristiche di un apparecchio di riproduzione audio in tecnologia analogica, in particolare è riferito a registratori a nastro e giradischi.
Il valore misurato, espresso in percentuale, indica il grado di precisione e costanza di rotazione dei dispositivi meccanici preposti al trascinamento del supporto magnetico o alla rotazione del piatto giradischi per dischi in vinile. Il trascinamento del nastro in un registratore, avviene tramite un albero motore (capstan), sul quale viene premuto il nastro da una ruota libera in gomma (pinch roller); eventuali irregolarità o variazioni di velocità del capstan o usura del pinch roller, provocano conseguenti irregolarità nella riproduzione del suono. In un giradischi, eventuali irregolarità di rotazione possono essere dovute a variazioni di velocità del motore, imperfezioni o degrado della cinghia di trasmissione in gomma o difetti di bilanciamento del piatto; in modo analogo al nastro, eventuali irregolarità di rotazione, si ripercuotono nella riproduzione del suono inciso nel disco. Per ridurre al minimo le variazioni di velocità dei motori, in modo analogo agli orologi, questi sono azionati da un circuito pilotato da un oscillatore al quarzo.